# Dennis Johnson
Dennis Wayne Johnson (Los Angeles, 18 september 1954 – Austin, 22 februari 2007), bijgenaamd "DJ", was een Amerikaans basketballer. Hij kwam uit voor de Seattle SuperSonics, Phoenix Suns en Boston Celtics in de NBA. Hij speelde als guard.
Johnson begon zijn carrière in 1976 bij de Seattle SuperSonics. Hij leidde de Sonics uiteindelijk naar hun enige NBA-kampioenschap in 1979 en won de Finals MVP Award. Na een korte periode bij de Phoenix Suns, werd hij de startende point-guard voor de Boston Celtics, met wie hij nog twee kampioenschappen won. Johnson werd geselecteerd in vijf All-Star Teams, een All-NBA First- en Second Team en negen opeenvolgende All-Defensive First- en Second Teams. Naast zijn reputatie als verdedigende stopper, stond Johnson bekend als een koppelingspeler die verschillende beslissende acties maakte in de NBA-playoffs. 
Na zijn spelerscarrière was hij coach, onder andere van de Los Angeles Clippers. 
Johnson overleed op 22 februari 2007 aan een hartinfarct. Op 13 augustus 2010 werd Johnson postuum opgenomen in de Basketball Hall of Fame. 